# Campeonato Mundial de Meia Maratona de 1992
O 1º Campeonato Mundial de Meia Maratona foi realizado em 19 e 20 de setembro de 1992, em Tyneside, Reino Unido, e ocorreu simultaneamente com a Grande Corrida do Norte daquele ano. Um total de 204 atletas, 97 homens, 83 mulheres e 24 juniores, de 36 países, participaram.

## Resultados

### Corrida Masculina

#### Individual
| Posição | Competidor        | Nacionalidade | Tempo   |
| ------- | ----------------- | ------------- | ------- |
| 1       | Benson Masya      | Quênia        | 1:00:24 |
| 2       | Antonio Silio     | Argentina     | 1:00:40 |
| 3       | Boay Akonay       | Tanzânia      | 1:00:45 |
| 4       | Lameck Aguta      | Quênia        | 1:00:55 |
| 5       | Joseph Keino      | Quênia        | 1:01:06 |
| 6       | David Lewis       | Reino Unido   | 1:01:17 |
| 7       | Artur Castro      | Brasil        | 1:01:18 |
| 8       | Alejandro Gómez   | Espanha       | 1:01:20 |
| 9       | Cosmas Ndeti      | Quênia        | 1:01:34 |
| 10      | Paul Evans        | Reino Unido   | 1:01:38 |
| 11      | Xolile Yawa       | África do Sul | 1:01:48 |
| 12      | Antonio Peña      | Espanha       | 1:01:48 |
| 13      | Koichi Fujita     | Japão         | 1:01:53 |
| 14      | Francesco Panetta | Itália        | 1:01:55 |
| 15      | Malcolm Norwood   | Austrália AUS | 1:01:56 |

#### Equipas
| Posição | País        | Competidores                                                     |
| ------- | ----------- | ---------------------------------------------------------------- |
| 1       | Quênia      | Benson Masya (1º) Lameck Aguta (4º) Joseph Keino (5º)            |
| 2       | Reino Unido | David Lewis (6º) Paul Evans (10º) Carl Thackery (16º)            |
| 3       | Brasil      | Artur Castro (7º) Ronaldo da Costa (20º) Delmir dos Santos (24º) |

### Corrida Feminina

#### Individual
| Posição | Competidora       | Nacionalidade | Tempo   |
| ------- | ----------------- | ------------- | ------- |
| 1       | Liz McColgan      | GBR           | 1:08:53 |
| 2       | Megumi Fujiwara   | JPN           | 1:09:21 |
| 3       | Rosanna Munerotto | ITA           | 1:09:38 |
| 4       | Anuţa Cătună      | ROM           | 1:10:25 |
| 5       | Miyoko Asahina    | JPN           | 1:10:27 |
| 6       | Fatuma Roba       | ETH           | 1:10:28 |
| 7       | Eriko Asai        | JPN           | 1:10:51 |
| 8       | Birgit Jerschabek | GER           | 1:10:53 |
| 9       | Nadezhda Ilyina   | EUN           | 1:10:58 |
| 10      | Iulia Negura      | ROM           | 1:10:59 |
| 11      | Akari Takemoto    | JPN           | 1:11:01 |
| 12      | Andrea Wallace    | GBR           | 1:11:21 |
| 13      | Päivi Tikkanen    | FIN           | 1:11:22 |
| 14      | Gordon Bloch      | USA           | 1:11:34 |
| 15      | Joy Smith         | USA           | 1:11:43 |

#### Equipas
| Posição | País                            | Competidoras                                              |
| ------- | ------------------------------- | --------------------------------------------------------- |
| 1       | Japão                           | Megumi Fujiwara (2ª) Miyoko Asahina (5ª) Eriko Asai (7ª)  |
| 2       | Grã-Bretanha e Irlanda do Norte | Liz McColgan (1ª) Andrea Wallace (12ª) Suzanne Rigg (31ª) |
| 3       | Romênia                         | Anuţa Cătună (4ª) Iulia Negura (10ª) Aurica Buia (19ª)    |

### Corrida Júnior Masculina

#### Individual
| Posição | Competidor           | Nacionalidade | Tempo   |
| ------- | -------------------- | ------------- | ------- |
| 1       | Kassa Tadesse        | ETH           | 1:04:51 |
| 2       | Meck Mothuli         | RSA           | 1:03:32 |
| 3       | Francesco Ingargiola | ITA           | 1:05:18 |
| 4       | Salvatore Orgiana    | ITA           | 1:05:40 |
| 5       | Zeryihun Bekele      | ETH           | 1:06:26 |
| 6       | Isaac Radebe         | RSA           | 1:06:36 |
| 7       | Ottaviano Andriani   | ITA           | 1:06:41 |
| 8       | Matteo Palumbo       | ITA           | 1:07:12 |
| 9       | Tesfaye Etecha       | ETH           | 1:07:39 |
| 10      | Henno Haava          | EST           | 1:07:44 |
| 11      | Enoch Skosana        | RSA           | 1:08:27 |
| 12      | Marcel Matanin       | TCH           | 1:09:04 |
| 13      | Rain Miljan          | EST           | 1:09:11 |
| 14      | Dirk Berger          | GER           | 1:09:18 |
| 15      | Péter Werner         | HUN           | 1:09:48 |

#### Equipas
| Posição | País          | Competidores                                                             |
| ------- | ------------- | ------------------------------------------------------------------------ |
| 1       | Itália        | Francesco Ingargiola (3º) Salvatore Orgiana (4º) Ottaviano Andriani (7º) |
| 2       | Etiópia       | Kassa Tadesse (1º) Zeryihun Bekele (5º) Tesfaye Etecha (9º)              |
| 3       | África do Sul | Meck Mothuli (2º) Isaac Radebe (6º) Enoch Skosana (11º)                  |